# Oranjebuikparkiet
De oranjebuikparkiet (Neophema chrysogaster) is een vogel uit de familie Psittaculidae (papegaaien van de Oude Wereld). Deze soort is endemisch in Australië.

## Kenmerken
De vogel is 20 tot 21 cm lang en weegt gemiddeld 42 gram. Deze soort lijkt sterk op de blauwvleugelparkiet (N. chrysostoma), maar heeft minder geel in het "gezicht". De kruin en de andere bovendelen van de vogel zijn heldergroen. De buik heeft een duidelijke oranjekleurige vlek. De staart is van boven groen met een blauwe waas.

## Verspreiding en leefgebied
De parkiet broedt nog maar op een bepaalde plaats in het zuidwesten van Tasmanië. In de (zuidelijke) winter trekken de vogels naar de kusten van het vasteland in Zuid-Australië en New South Wales.
In het broedseizoen komt de vogel voor in de nabijheid van kleine riviertjes (creeks) en lagunes in struikgewas afgewisseld met hoge soorten gras en riet. Het foerageergebied bestaat uit gebieden met bepaalde grassoorten, ook wel op zoutminnende vegetatie zoals zeekraal (Salicornia spec), in duinvegetaties en in tijden van schaarste door droogte, ook wel op golfbanen.

## Status
Volgens onderzoek uit 2017 waren er toen minder dan 25 volwassen vogels in het broedgebied. Dit aantal neemt af. Als belangrijkste oorzaak wordt gezien de versnippering door infrastructuur van het overwinteringsgebied aan de sterk verstedelijkte kust van het vasteland, verder aantasting van het foerageergebied door begrazing en concurrentie van andere zaadetende vogels. Om deze redenen staat de oranjebuikparkiet als ernstig bedreigd (kritiek) op de Rode Lijst van de IUCN.